# Jimmy Pursey
James Timothy Pursey (nascut 9 febrer 1955) és un cantant anglès i productor de gravació. Fou el fundador i cantant de la banda punk rock, Sham 69, i n'ha format part de 1976 al 80; de 1986 a 2006; i de 2011 al present.

## Biografia
Pursey Va néixer en Hersham, Surrey durant 1955. El seu pare era en l'Exèrcit britànic i més tard va treballar com a llanterner i la seva mare treballada com a acomodadora de cinema. Pursey Va ser educat a Hersham House & Burhill Infants, Hersham Juniors i Rydens School, sortint als 15 anys per treballar en una botiga de cortinatges.
Assistent habitual a la discoteca local, el "Walton Hop" al teatre Playhouse, on va conèixer a Jonathan King, Pursey afirma que va començar a actuar després de prendre l'escena com un borratxo de catorze anys a la discoteca i mimetitzant-se amb les cançons de Bay City Rollers i The Rolling Stones. Va formar Sham 69 en 1976, inspirat per The Ramones i inicialment s'anomenaren Jimmy And The Ferrets, juntament amb Albie Slider, Billy Bostik i Neil Harris, mentre treballaven a l'estadi de Wimbledon, i van assajar a la granja de porcs dels pares d'Slider, on de vegades en King hi anava per veure'ls. Abans d'aconseguir un contracte signat, la formació havia canviat amb Neil Harris i Billy Bostock sent substituït per Dave Parsons i Mark Cain. Albie Slider va ser substituït poc després per Dave Tregunna al contrabaix.
La banda va llançar quatre discos i va tenir sis Top 50 del Regne Unit abans de dividir-se en 1980 (després de diverses divisions el 1979 que van resultar ser temporals) amb la violència que freqüentava periòdicament els seus concerts. Pursey va treballar breument amb Steve Jones i Paul Cook de The Sex Pistols com Sham Pistols abans de la final de Sham 69, i es va embarcar en una carrera en solitari. Va treballar com a productor de gravacions, en treballs primerencs per Cockney Rejects i Angelic Upstarts.
Els primers llançaments en solitari de Pursey van ser en Polydor Records, l'etiqueta que havia signat amb Sham 69: El senzill Lucky Man i l'àlbum "Imagination Camouflage". Després es va traslladar a Epic Records per a tres nous senzills (incloent "Animals Have More Fun", co-escrit amb Peter Gabriel) i el segon àlbum en solitari Alien Orphan .
El 1983, un tercer àlbum, Revenge is not the Password was fou publicat a l'etiqueta Code Black, i es van publicar senzills ocasionals fins que va formar un nou equip de Sham 69 en 1986, juntament amb el guitarrista de la formació més reeixida de la banda, Dave Parsons. Pursey Va lliurar un quart àlbum en solitari durant 1997 (Discogràfica Code Black).
Sham 69 va continuar en directe i enregistrant fins a 2006. El 2006, Pursey va gravar una nova versió del hit de Sham 69 "Hurry Up Harry" com una cançó de la Copa del Món no oficial en ajuda d'una campanya per al càncer; "Hurry Up England" va ser gravat amb la banda de Graham Coxon, però va acreditar a 'Sham 69 & the Special Assembly'.
El 26 de gener de 2007, la cadena BBC va anunciar que la banda s'havia despartit a causa d'un amarg incident entre Pursey i el guitarrista Parsons. NME va informar que una declaració feta per Parsons va incloure el missatge: "Sham 69 ha deixat Jimmy Pursey en la vigília del seu 30è aniversari."
Pursey Inicialment va declarar que volia retenir el nom Sham 69 nom, però vora el 21 de gener de 2008, va anunciar que "per evitar confusió als aficionats no volia ser associat amb la banda encara actuant Sham 69" i hi havia format la nova banda Day 21 amb Mat Sargent en baixos, The Rev (abans en London Towers i TheProdigy) a la guitarra, i Snell (London Towers). Pursey també pintava, venent el seu treball per recaptar diners per al santuari de llebrers d'Hersham Hounds.
Pursey Hi havia estat convidat com a concursant d' I'm a Celebrity...Get Me Out of Here! en 2008, però es va retirar després d'assabentar-se que ell havia estat convidat tardà al camp i preocupat que es representaria com un "punk problemàtic".
El juliol 2011 Pursey va prendre la decisió per reformar Sham 69 amb els components originals. Una reunió liderada entre Pursey i Dave Parsons, guitarrista original de Sham 69 i co-escriptor de gairebé tot el repertori amb Pursey mentre van coincidir. Tots dos van llimar les seves diferències. Dave Tregunna, en baixos, i Mark Cain, en tambors, van ser convidats per completar la banda per un espectacle especial en Londres.

## Discografia

### Sol

#### Àlbums
- Imagination Camouflage (1980), Polydor
- Alien Orphan (1981), Epic
- Revenge is not the Password (1983), Code Black
- Code Black (1997), Scratch

#### Singles
- "Lucky Man" (1980), Polydor
- "Animals Have More Fun" (1981), Epic
- "Naughty Boys Like Naughty Girls" (1981), Epic
- "Alien Orphan" (1982), Èpica
- "The First Deadly Sin" (1982), Epic
- "Man Worries Man" (1983), Colde Black
- " Eyes Shine Killidoscope" (1983), Young Limbs Numb Himnes (as James T. Pursey)
- "If Only Before" (1984), An Eskimo - acreditat a James T. Pursey
- "Zap Pow!" (1986), Vide Cat